# Ken Miyao
Ken Miyao (* 16. März 1986 in Bonn) ist ein deutscher R&B-/Pop-Sänger und ehemaliges Mitglied der gecasteten Boyband Overground.

## Leben
Miyao gewann als 14-Jähriger einen Tanz- und Gesangswettbewerb. Nach seiner Berufsschulreife begann er eine Lehre als Koch, brach diese jedoch ab. Im Jahr 2003 nahm er an der dritten Staffel der ProSieben-Castingshow „Popstars“ teil, in der er Mitglied der Boygroup Overground wurde, die sich im Finale gegen die Girlgroup Preluders durchsetzte. Overground avancierte danach vorübergehend zur erfolgreichsten deutschen Boygroup. Die Band hatte mehrere Top-Ten-Hits, brachte zwei Alben auf den Markt und arbeitete mit Künstlern wie Montell Jordan und Artemis Gounaki zusammen.
Ende 2005 wurde Miyao wegen Körperverletzung zur Ableistung von Sozialstunden verurteilt. Im März 2006 besuchte Overground auf Einladung eines japanischen Fanclubs den Fernen Osten, die dortigen Auftritte wurden teilweise durch Miyaos japanischen Vater Takeshi Miyao organisiert. Die Band Overground löste sich im Jahr 2008 auf.
Im Jahr 2007 wurde Miyao von JamStar Record Company, einer hundertprozentigen Tochter des Klingeltonanbieters Jamba!, unter Vertrag genommen und veröffentlichte am 22. Juni 2007 seine von Fatman Scoop produzierte Single Talk 2 Me. Der Titel konnte sich in den Top 100 der deutschen Singlecharts platzieren.
Im Jahr 2011 nahm Miyao an der Gesangs-Castingshow The Voice of Germany teil, bei der er unter die besten 64 kam.

## Diskografie

### Studioalben
mit Overground
- 2003: Itʼs Done!
- 2004: 2. OG

### Singles
mit Overground
- 2003: I Wanna Sex You Up
- 2003: Schick mir ʼnen Engel
- 2004: Der letzte Stern
- 2004: Aus und vorbei
- 2004: This Is How We Do It
- 2005: Hass mich

als Solokünstler
- 2007: Talk 2 Me (feat. Fatman Scoop)
- 2020: A59
- 2020: Woke Up 84
- 2021: Keine Mauer (Lapaz feat. Ken Miyao)